# Последние дни (фильм, 2005)
«После́дние дни́» (англ. Last Days) — полу-биографическая драма режиссёра Гас Ван Сента, рассказывающая историю последних дней жизни рок-музыканта по имени Блейк. Премьера картины состоялась 13 мая 2005 года на Каннском кинофестивале.
В событиях и персонажах картины можно заметить явные отсылки к биографии Курта Кобейна, лидера гранж-группы Nirvana, но, несмотря на это, создатели фильма характеризуют все события картины как «вымышленные», хотя и задуманные под впечатлением от последних дней жизни Кобейна. Фильм завершает снятую Ван Сентом «трилогию смерти» (первые два фильма трилогии — «Джерри» и «Слон»).

## Сюжет
Фильм начинается демонстрацией прогулки Блейка в близлежащем к его дому лесу. Проведя несколько часов то у костра, то у реки, то просто продираясь сквозь лес, Блейк возвращается в дом. В это время его розыскивают несколько персонажей разного рода: продюсеры звукозаписывающих компаний настаивают на его участии в гастрольном туре, женщина, которая может быть как его женой, так и матерью, интересуется его отношениями с дочерью, друзья пытаются решить с ним их мелкие личные проблемы, даже частный детектив следит за ним. Блейк всячески избегает встреч с кем-либо из них и проводит большую часть времени, расхаживая по дому и окрестному лесу, бормоча себе что-то под нос и записывая в блокнот стихотворные строчки. Музыкант выглядит слабым и измождённым, немного «оживая» только однажды, когда добравшись до студии в доме начинает играть на гитаре и петь под неё песню «Death to Birth». Некоторое время спустя подошедший к теплице садовник обнаруживает там неподвижно лежащего музыканта, и мы можем наблюдать душу Блейка, отделяющуюся от тела. Друзья Блейка, проведшие несколько дней в доме, испугавшись, что смерть хозяина дома может навлечь на них неприятности, садятся в машину и уезжают в Лос-Анджелес. Фильм заканчивается сценами, демонстрирующими небрежную работу сотрудников Скорой помощи над телом Блейка.

## В ролях
| Актёр             | Роль                       |
| ----------------- | -------------------------- |
| Майкл Питт        | Блейк                      |
| Лукас Хаас        | Люк                        |
| Азия Ардженто     | Азия                       |
| Скотт Патрик Грин | Скотт                      |
| Николь Вишус      | Николь                     |
| Рикки Джей        | детектив                   |
| Райан Орион       | Донован                    |
| Хармони Корин     | парень в клубе             |
| The Hermitt       | группа в клубе             |
| Ким Гордон        | музыкальный продюсер       |
| Адам Фриберг      | Элдер Фриберг #1           |
| Энди Фриберг      | Элдер Фриберг #2           |
| Тадеус А. Томас   | коммивояжёр Жёлтых страниц |
| Чип Маркс         | садовник                   |

## Саундтрек

### Список композиций
| №   | Название                | Автор(ы)              | Исполнитель             | Длительность |
| --- | ----------------------- | --------------------- | ----------------------- | ------------ |
| 1.  | «Death to Birth»        | Майкл Питт            | Майкл Питт              | 4:43         |
| 2.  | «Venus in Furs»         | Лу Рид                | The Velvet Underground  | 5:14         |
| 3.  | «That Day»              | Майкл Питт            | Майкл Питт              | 4:36         |
| 4.  | «A Pointless Ride» ()   | Родриго Лопрести      | The Hermitt             | 3:08         |
| 5.  | «Fetus» ()              | Майкл Питт            | Pagoda                  | 3:58         |
| 6.  | «Death to Birth» ()     | Майкл Питт            | Pagoda                  | 4:49         |
| 7.  | «Seen as None»          | Родриго Лопрести      | The Hermitt             | 2:58         |
| 8.  | «Electric Pen» ()       | Mirror/Dash           | Тёрстон Мур, Ким Гордон | 3:28         |
| 9.  | «Untitled»              | Лукас Хаас            | Лукас Хаас              | 2:46         |
| 10. | «Believe»               | Джек Гибсон           | tenlons fort            | 1:53         |
| 11. | «La Guerre»             | Клеман Жанекен        | The King's Singers      | 6:10         |
| 12. | «Türen der Wahrnehmung» | Хильдегард Вестеркамп | Хильдегард Вестеркамп   | 21:11        |

В фильме так же прозвучала песня «On Bended Knee» группы Boyz II Men, однако она не была включена в саундтрек.

## О фильме
Точную последовательность событий, происходящих в картине, установить довольно трудно из-за «эллиптической» манеры съёмки, которую Гас Ван Сент широко использовал во всех своих последних фильмах (наиболее ярко она представлена в фильме «Слон»). Некоторые события в такой манере демонстрируются по нескольку раз, часто с разных (хотя иногда и одинаковых) углов зрения, «закольцовывая» таким образом временную составляющую кинематографического нарратива. Автор привлекает таким образом больше внимания к ключевым, по его мнению, эпизодам фильма. Другой характерной чертой такого подхода является пристальное внимание к сиюминутным деталям, попадающим в кадр, в противовес драматическим событиям основной сюжетной линии, происходящим в это время за пределами кадра.
Ван Сент хотел сделать байопик о Кобейне, но опасался юридических притязаний со стороны вдовы музыканта — Кортни Лав. Он был не уверен насчёт того, как поклонники и семья Кобейна воспримут фильм. Несколько раз он говорил с Лав о проекте и выразил свою обеспокоенность тем, что ей может быть болезненно смотреть фильм. Актриса Азия Ардженто, которая сыграла в картине персонажа напоминающего Джессику Хоппер (девушку Майкла «Кали» Девитта), заявила: «Писали, что я играю Кортни Лав, но это не так. Это очень расстраивает меня. Я не знаю почему люди говорят это. Мне очень жаль её. Из неё сделали монстра, и мне жаль тех, кто так заблуждается. Но я играю очень глупого персонажа».
Все три фильма трилогии — «Джерри», «Слон» и «Последние дни» объединены медитативным подходом к изучению выбранной режиссёром темы. События рассматриваются, как происходящие «здесь и сейчас», причины драматических коллизий часто оказываются скрыты. Другой объединяющий три фильма фактор — идея тотальной изоляции героев. В «Джерри» изоляция физическая, в «Слоне» — социальная, в «Последних днях» — ментальная.